# FK Olimpik Sarajewo
FK Olimpik Sarajewo – klub piłkarski z Sarajewa.

## Historia
Klub został założony w październiku 1993 przez grupę entuzjastów futbolu.
FK Olimpik Sarajewo grał w Premijer Lidze do sezonu 2001/02, kiedy to spadł do niższej ligi. Później klub spadał po kolei do coraz niższych lig, jednak wraz z przyjściem Nijaza Gracicia i Husrefa Musemicia w 2006 roku klub podniósł się i zaczął realizować plan powrotu do Premier Ligi.
Dzięki zajęciu pierwszego miejsca w Pierwszej Lidze Olimpik wrócił do Premijer Ligi i sezon 2009/2010 rozpoczął jako jej beniaminek.

## Nazwa
Nazwa Olimpik wzięła się z powodu tego, że Sarajewo organizowało Zimową Olimpiadę w 1984 roku. Natomiast przydomek kibiców Olimipiku "Wilki" pożyczył nazwę od maskotki tamtej olimpiady o imieniu Vučko (Wilczek).

## Europejskie puchary
Legenda do wszystkich tabel:
- Q – runda eliminacyjna, 1/16, 1/8, 1/4, 1/2 – odpowiednia faza rozgrywek, Grupa – runda grupowa, 1r gr – pierwsza runda grupowa, 2r gr – druga runda grupowa, F – finał, R – runda, PO – play-off
- k. – rzuty karne, los. – losowanie, Dogr. – dogrywka, w. – zasada bramek strzelonych na wyjeździe

| Sezon   | Rozgrywki   | Runda | Klub           | Dom | Wyjazd | Ogólnie |
| ------- | ----------- | ----- | -------------- | --- | ------ | ------- |
| 2015/16 | Liga Europy | 1Q    | Spartak Trnawa | 1–1 | 0–0    | 1–1, w. |